# Generación del 45

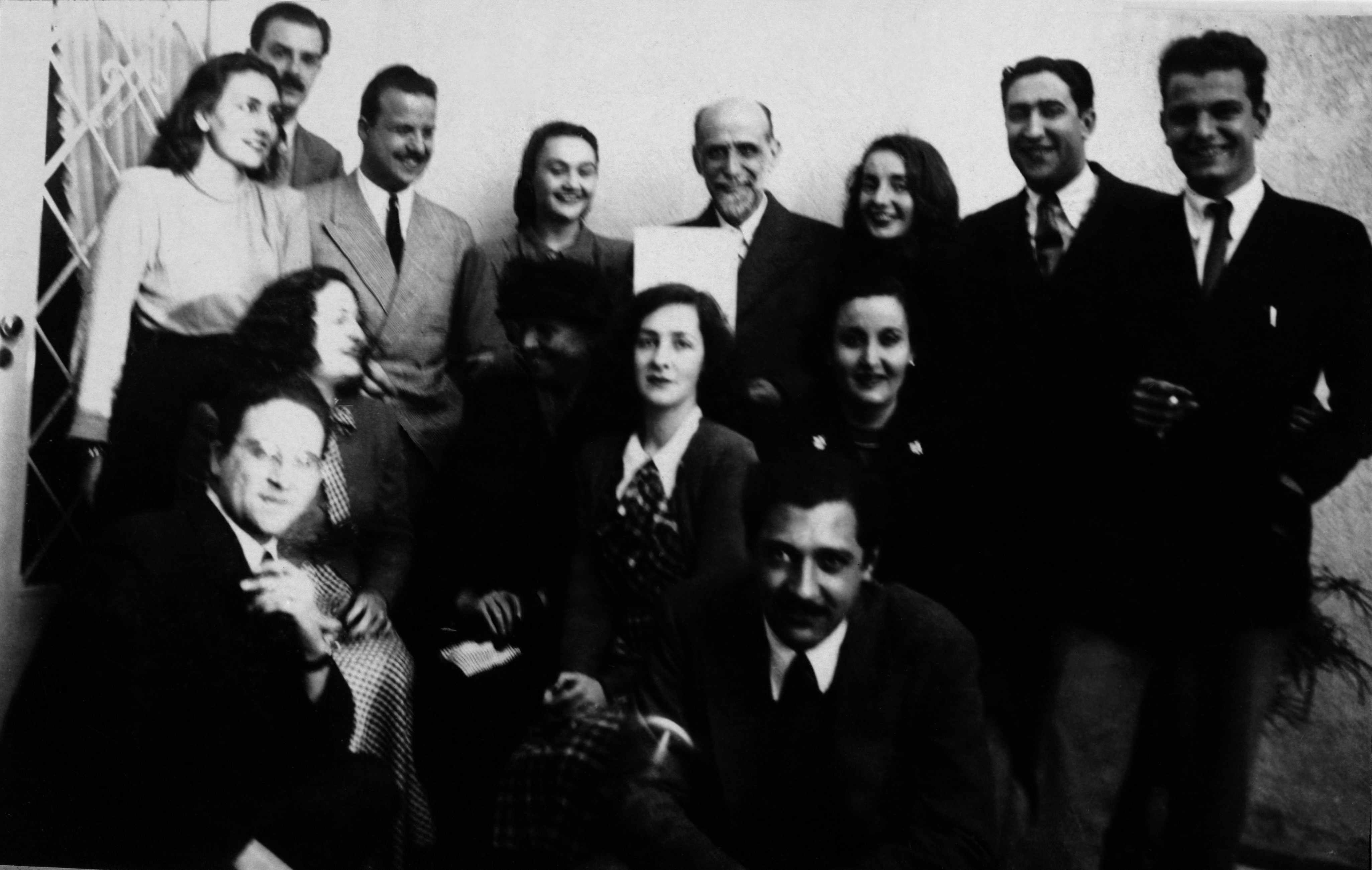
La Generación del 45, en ocasión de la visita de Juan Ramón Jiménez. De izquierda a derecha, parados: María Zulema Silva Vila, Manuel Arturo Claps, Carlos Maggi, María Inés Silva Vila, Juan Ramón Jiménez, Idea Vilariño, Emir Rodríguez Monegal, Ángel Rama. Sentados: José Pedro Díaz, Amanda Berenguer, Zenobia Camprubí, Ida Vitale, Elda Lago, Manuel Flores Mora.

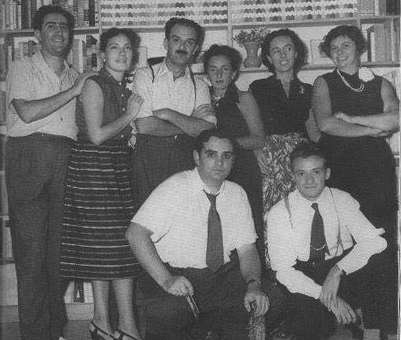
Reunión de la revista Número. De pie: Emir Rodríguez Monegal, Zoraida Mébot, Manolo Claps, Idea Vilariño, Luz López, Baíta Sureda. Agachados: Sarandy Cabrera y Mario Benedetti.

La Generación del 45 fue un grupo de autores uruguayos, principalmente escritores de diversos géneros (también incluyó músicos y pintores), que destacaron entre 1945 y 1950. Fueron parte de un fenómeno social, político y cultural que tuvo una influencia determinante en la identidad intelectual uruguaya contemporánea.

## Representantes destacados
Entre los escritores que pueden ser citados dentro de esta generación están Carlos Maggi, Manuel Flores Mora, Ángel Rama, Emir Rodríguez Monegal, Carlos Real de Azúa, Carlos Martínez Moreno, Domingo Bordoli, Mario Arregui, Mauricio Muller, José Pedro Díaz, Amanda Berenguer, María Inés Silva Vila, Tola Invernizzi, Mario Benedetti, Ida Vitale, Idea Vilariño, Orfila Bardesio, Líber Falco, Carlos Brandy, María de Montserrat, Juan Cunha, Giselda Zani, Sarandy Cabrera y Armonía Somers. 
Juan Carlos Onetti miraba al grupo como un patriarca, ya que a los 36 años tenía tres libros en su haber: El pozo, Tierra de nadie y Para esta noche; además de algunos cuentos importantes. Obtuvo el premio Nacional de Literatura en 1963 y el Cervantes en 1980.
El fenómeno de la Generación del 45 fue el resultado de un terreno cultural montevideano largamente abonado que a cierta altura floreció. Y la época que siguió a 1945, durante casi dos décadas, fue la privilegiada prolongación de esos detalles. En los años posteriores, la poesía se hace intimista, muestra angustia y desilusión, reflejo de la filosofía y tendencias literarias universales del momento.
Muchos escritores posteriores han mantenido la influencia de alguno de los autores de esta generación.
El fenómeno del crecimiento de las ciudades que sucede durante la primera mitad del siglo XX repercute en la producción literaria, al respecto Benedetti afirma: 
"Creo que la revista Número era bastante más rigurosa y cuando se
ocupaba de la literatura nacional lo hacía casi siempre sobre la
literatura urbana, un modo de hacer literatura que empezó con
nuestra generación, “la del 45”, porque hasta esos momentos la
literatura uruguaya sólo trataba temas sobre el campo, sobre
gauchos, etc., y estábamos en una época en que todo eso había
cambiado. Los escritores que producían en estos años casi ninguno
venía del campo, el campo que habían conocido ellos era a través
de otros poetas que sí habían vivido esta experiencia,...Los
escritores de Así reflejaban en sus escritos un ambiente idealista y
romántico, hablaban del paisaje, de la naturaleza, y jamás se
referían a la ciudad. Además, en aquellas fechas, estaban
aconteciendo muchas cosas en la ciudad, la mitad del país vivía en
Montevideo, esa era la realidad..." 